# Владимир Кърпаров
Владимир Димитров Кърпаров е български саксофонист, джазмен в Германия.

## Биография
Владимир Кърпаров е роден на 6 януари 1977 г. в София. Малко след промените през 1989 г., още по време на обучението си във 9-а френска езикова гимназия „Алфонс дьо Ламартин“, започва да се изявява като уличен музикант в София, като развива по този начин импровизаторските си способности и задълбочава страстта си към музиката. През 1995 – 99 г. учи в Музикалната академия „Панчо Владигеров“. По-късно със стипендия на Фондация Oscar und Vera Ritter-Stiftung заминава да продължи музикалното си образование в Хамбург.
През 2001 г., привлечен от мултикултурната музикална сцена в Берлин, той се установява в германската столица, където през 2005 г. завършва музикалната консерватория „Ханс Айслер“.
През 2008 г. издава дебютния си албум Thracian Dance, а през 2009 г. създава своя втори проект – саксофонния квартет „Форколор“. Музицира активно, както със собствените си проекти, така и с редица други музикални формации, съчетавайки в изпълненията и композициите си модерния джаз и българския фолклор.
Свирил е с музикантите Jiggs Whigham, Gerard Presencer, Иво Папазов, Теодоси Спасов, Милчо Левиев, Кени Уилър, Джон Холенбек, Гебхард Улман, Петер Херболцхаймер, Мартин Любенов, Стоян Янкулов и много други. Участвал е в редица музикални фестивали в Европа, Азия и Латинска Америка.

## Отличия
- 1996 – „Най-добър млад джаз изпълнител на годината“ на фондация Сорос България.
- 1999 – Трета награда на Международния джаз конкурс в Монако
- 2000 – Награда за млади музиканти „Medica pro Musica“ в Дюселдорф
- 2020 – Грамота за принос в популяризирането на българската култура по света (Министерство на културата на България)